# Richard Schrötter
Richard Schrötter (Schroetter) (17. července 1893 Přerov – ? 9. ledna 1955 Austrálie) byl český malíř.

## Život
Narodil se v německo-židovské rodině v Přerově a v letech 1919–1922 vystudoval pražskou Akademii u prof. Franze Thieleho. V Praze se oženil s Charlotte Radnicz (manželství se rozpadlo ve 30. letech). V polovině dvacátých let navštívil Itálii, Sardinii a Dalmácii a pobýval se svou ženou v Benátkách a v Paříži. Roku 1926 zastupoval Československo na prestižním Benátském bienále. Koncem dvacátých let se vrátil domů a zúčastnil se Výstavy soudobé kultury v Brně (1928). Byl zakládajícím členem spolků Junge Kunst a Prager Secession, se kterými vystavoval až do roku 1938. Z oprávněné obavy před nacisty odcestoval koncem roku 1938 z Prahy a v únoru 1939 dorazil do Austrálie, kde působil jako umělec až do své smrti o 16 let později.

## Dílo
Schrötter navštěvoval „Moravskou rodinu“ v Přerově a v Olomouci, kde maloval portréty některých měšťanů. Richard Schrötter měl svým primitivizujícím neoklasicismem (Krajina s koupajícími se ženami, 1925, NG) v českém prostředí blízko k Františku Muzikovi. Posun ke smyslově bezprostřednější malbě je patrný na obrazech zachycujících motivy z malířových cest na jih Evropy (Žena v sardinském kostýmu, NG). Koncem 20. let maluje díla civilistního charakteru s robustním schematizujícím ztvárněním postav (Dívka s námořníky, před 1929, Ranní toaleta, 1929, rep. H. s. 127). Z roku 1929 pochází portrét Charlotte R (NG). Jeho zářivě barevné kvaše z třicátých let (sbírka Patrika Šimona) naznačují vývoj malby směrem k abstraktnímu expresionismu.

### Zastoupení ve sbírkách
- Národní galerie v Praze
- Židovské muzeum v Praze
- Sbírka Patrika Šimona

### Společné výstavy
- 1994/95 Mezery v historii (1890–1938). Polemický duch Střední Evropy – Němci, Židé, Češi, Městská knihovna, Praha, Museum österreichischer Kultur, Eisenstadt, Ostdeutsche Galerie, Regensburg
- 2000 90 let Domu umění města Brna, Dům umění města Brna
- 2013 Mladí lvi v kleci, Oblastní galerie v Liberci

## Galerie

Portrét mladé dámy (olej na plátně) 1924
Dům v zahradě (olej na plátně) 1925
Paní Liesl Schönová (olej na plátně) 1935
V ateliéru (olej na lepence) kolem 1920–1938
Tři pieroti (olej na lepence) kolem 1920–1938
Horská krajina (olej na plátně) kolem 1920–1938
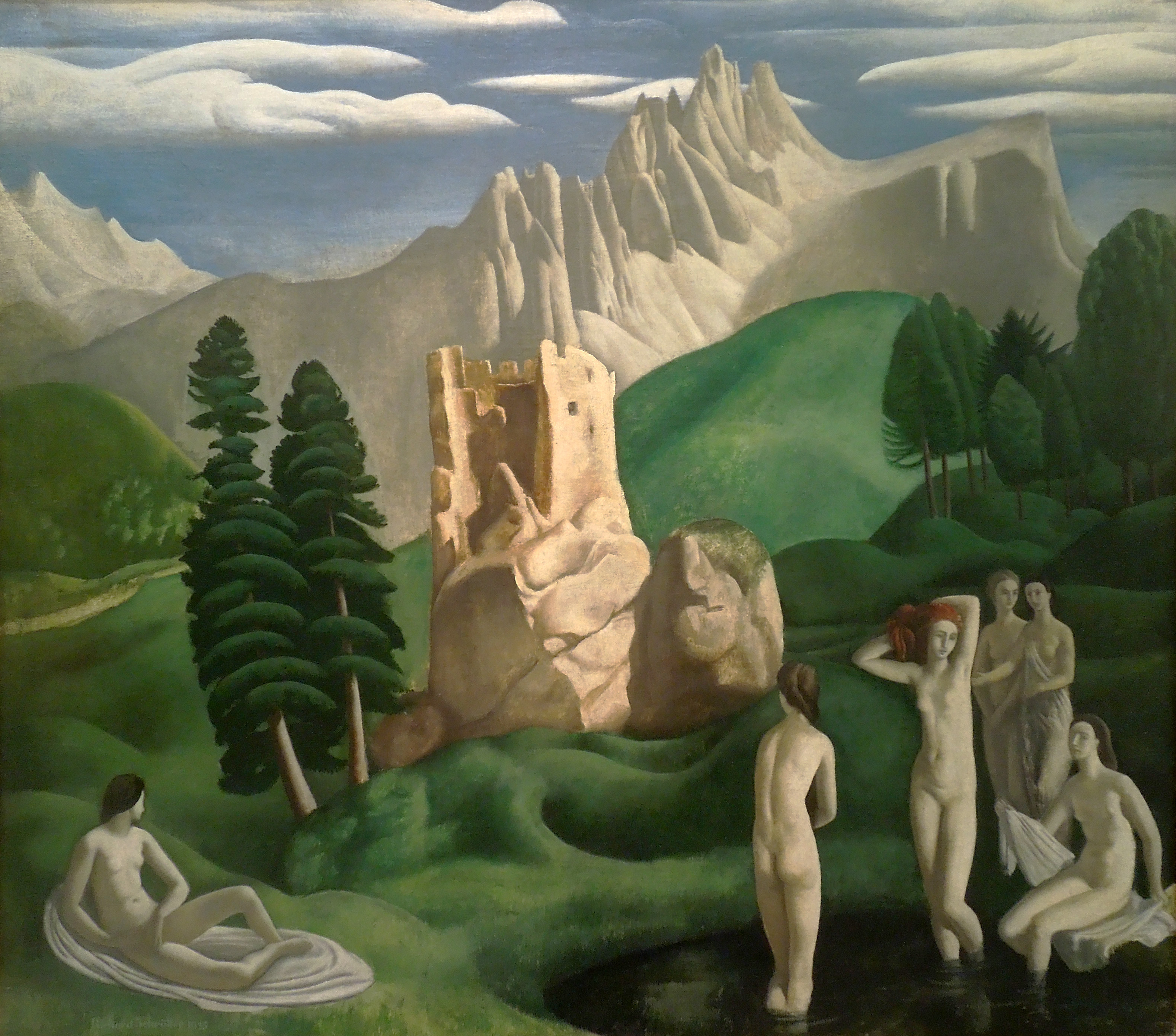
Krajina s koupajícími se ženami, 1925